# غسيل (كرج)
غسيل هي قرية في مقاطعة كرج، إيران. يقدر عدد سكانها بـ 43 نسمة بحسب إحصاء 2016.